# Xanthorhoe consors
Xanthorhoe consors är en fjärilsart som beskrevs av Louis Beethoven Prout 1935. Xanthorhoe consors ingår i släktet Xanthorhoe och familjen mätare. Inga underarter finns listade i Catalogue of Life.